# Alt Olvenstedt
Alt Olvenstedt, Magdeburg-Alt Olvenstedt – dzielnica miasta Magdeburg w Niemczech, w kraju związkowym Saksonia-Anhalt.